# 9227 Ashida
9227 Ashida è un asteroide della fascia principale. Scoperto nel 1996, presenta un'orbita caratterizzata da un semiasse maggiore pari a 3,0772317 UA e da un'eccentricità di 0,0352378, inclinata di 3,63916° rispetto all'eclittica.
L'asteroide è dedicato all'astrofilo giapponese Masafumi Ashida.